# 石橋可奈美
石橋 可奈美（いしばし かなみ、12月26日 - ）は、日本の国際法学者。専門は国際環境法。学位は、博士（法学）。東京外国語大学世界言語社会教育センター准教授。

## 経歴
1989年、筑波大学大学院社会科学研究科法学専攻修士課程修了、1992年、同博士課程修了、博士（法学）、学位論文は「国際環境法の形成ダイナミズム-第三の法源「法の一般原則及びエクイティ」への積極的アプローチを通じて-」。 香川大学法学部助教授等を経て、2004年4月より東京外国語大学外国語学部助教授、2009年4月、東京外国語大学総合国際学研究院准教授（国際社会部門 国際研究系、大学院重点化に伴う配置換え）、2022年より同大学世界言語社会教育センター准教授。

## 研究業績
- 「環境保護のための事前の通報・協議義務－ラヌー湖事件－」、山本草二他編『国際法判例百選』、別冊ジュリスト第156号、152－153頁、有斐閣、2001年
- 「環境影響評価（EIA）」、西井正弘・水上千之・臼杵知史編『国際環境法』、196－213頁、有信堂、2001年
- 「環境影響評価（EIA）と国際環境法の遵守」、柳原正治編『国際社会の組織化と法』、249－298頁、信山社、1996年